# Sveriges paviljong på världsutställningen i Paris 1900

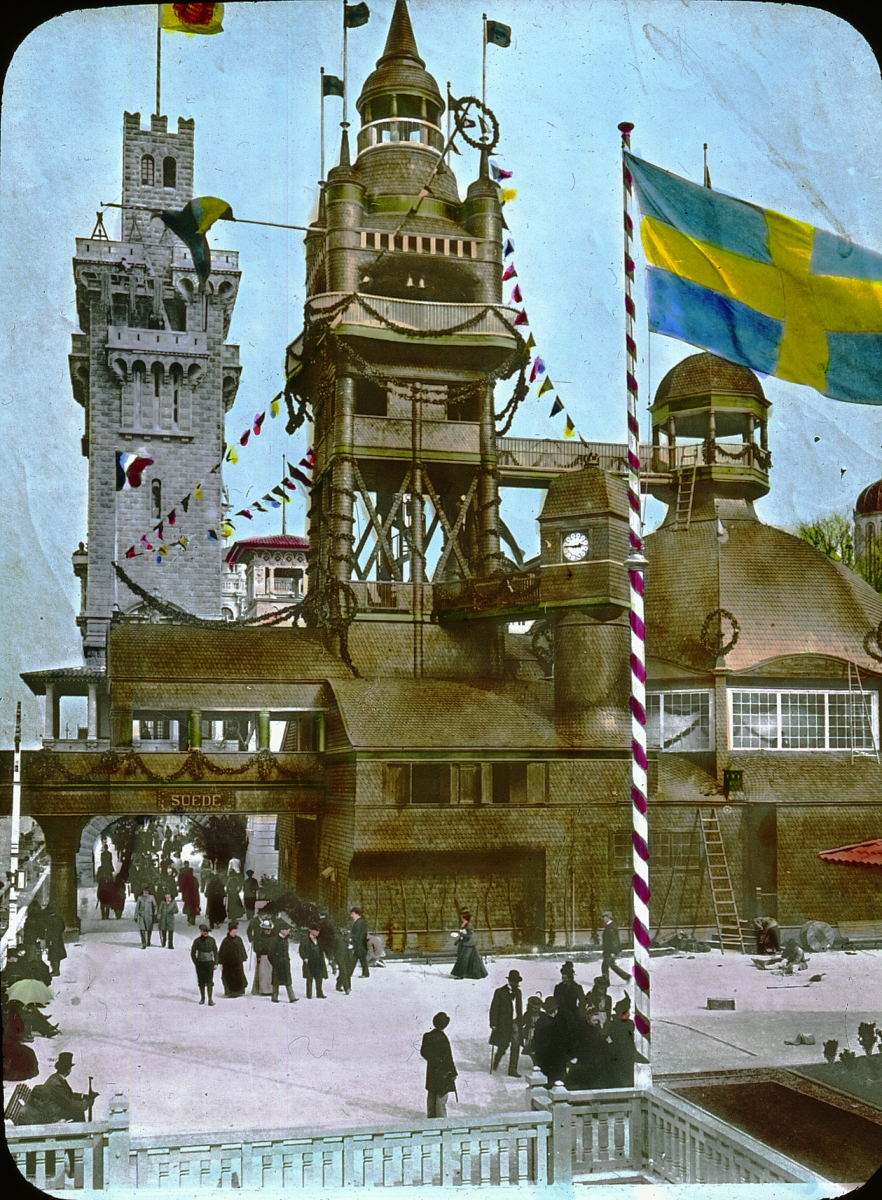
Sveriges utställningspaviljong. Tornet i bakgrunden är Monacos paviljong.

Sveriges paviljong på världsutställningen i Paris 1900 var Sveriges utställningspaviljon vid Världsutställningen i Paris år 1900. 
Paviljonen ritades av Ferdinand Boberg och var en säregen, hög träkonstruktion som egensinnigt tolkade den vid tiden populära jugenden. Den spektakulära byggnaden med torn och balkonger sammankopplade med gångbroar och utsmyckad med flaggstänger och björklöv.  Philippe Jullian karakteriserade byggnaden som en harmonisk blandning av folklig konst och jugend.